# Cydistomyia choiseulensis
Cydistomyia choiseulensis är en tvåvingeart som beskrevs av Burger 1991. Cydistomyia choiseulensis ingår i släktet Cydistomyia och familjen bromsar. Inga underarter finns listade i Catalogue of Life.